# 浴槽設備施工技能士
浴槽設備施工技能士（よくそうせつびせこうぎのうし）とは、国家資格である技能検定制度の一種で、かつて都道府県職業能力開発協会が実施していた、浴槽設備施工に関する学科及び実技試験に合格した者をいう。
2007年（平成19年）10月31日、受験者減少により廃止になった。